# Wiesław Maniak
Wiesław Maniak   (Lviv, 22 de maig de 1938 - Kurtxàtov, 28 de juny de 1982) fou un atleta polonès, especialista en curses de velocitat, que va competir durant la dècada de 1960.
El 1964 va prendre part en els Jocs Olímpics d'Estiu de Tòquio, on va disputar dues proves del programa d'atletisme. Formant equip amb Andrzej Zieliński, Marian Foik i Marian Dudziak guanyà la medalla de plata en els 4×100 metres, mentre en els 100 metres fou quart. Quatre anys més tard, als Jocs de Ciutat de Mèxic, va disputar dues proves del programa d'atletisme. Fou vuitè en els 4×100 metres, mentre en els 100 quedà eliminat en sèries.
En el seu palmarès també destaca una medalla de plata en els 100 metres al Campionat d'Europa d'atletisme de 1966; així com sis campionats polonesos, quatre en els 100 metres (1965, 1966, 1967 i 1971), un en els 200 metres (1965) i un en els 4x100 metres (1963). Formà part de l'equip polonès que millorà el rècord europeu dels 4x100 metres el 1965.

## Millors marques
- 100 metres. 10.1" (1965)
- 200 metres. 21.1" (1967)[3]